# Aeroportul Deering
Aeroportul Deering (IATA: DRG, ICAO: PADE, FAA LID: DEE) este un aeroport din Alaska, Statele Unite ale Americii ce deservește zona Deering⁠(d). Aeroportul a fost tranzitat în 2019 de 3.910 pasageri. A fost numit după zona deservită.
Situat la o altitudine de 6 m, aeroportul dispune de 2 piste. Este operat de Alaska Department of Transportation & Public Facilities⁠(d).

## Infrastructură

### Piste
Aeroportul dispune de 2 piste. Pista 03/21 are dimensiunile 3.320 picioare × 75 picioare. Pista 12/30 are dimensiunile 2.660 picioare × 75 picioare. 